# ヘルゲ・ゲルント
ヘルゲ・ゲルント（Helge Gerndt、1939年9月16日 - ）は、ドイツの民俗学者、ゲルマニスト。ミュンヘン大学教授。

## 来歴・人物
ザクセン州ドレスデンに生まれる。キール大学とウィーン大学で民俗学（フォルクスクンデ）とゲルマニスティクと学び、1966年にキール大学でさまよえるオランダ人伝承の研究で学位を得た。キール大学ではレーオポルト・クレッツェンバッハーに師事し、後者がミュンヘン大学民俗学科を主宰すると共に、ミュンヘンへ移って助手となり、またその影響下でオーストリアの巡礼慣習の研究によって教授資格を得た。クレッツェンバッハーの定年退官後、ややあってその後任としてミュンヘン大学民俗学科教授となった。1987年から1991年までドイツ民俗学会会長をつとめた。ミュンヘン大学の民俗研究の伝統に立ちつつも、ヘルマン・バウジンガーの改革志向を受け入れて現代の日常文化をも射程に置く文化理解を推進している。

## 著作（日本語訳）
- 現代ドイツの自然神話 － 伝統的な自然理解と今日の環境意識の間で（原著2001年） 河野眞訳 愛知大学語学教育研究室『言語と文化』第26号（2012）,p.93-126.